# Привидение

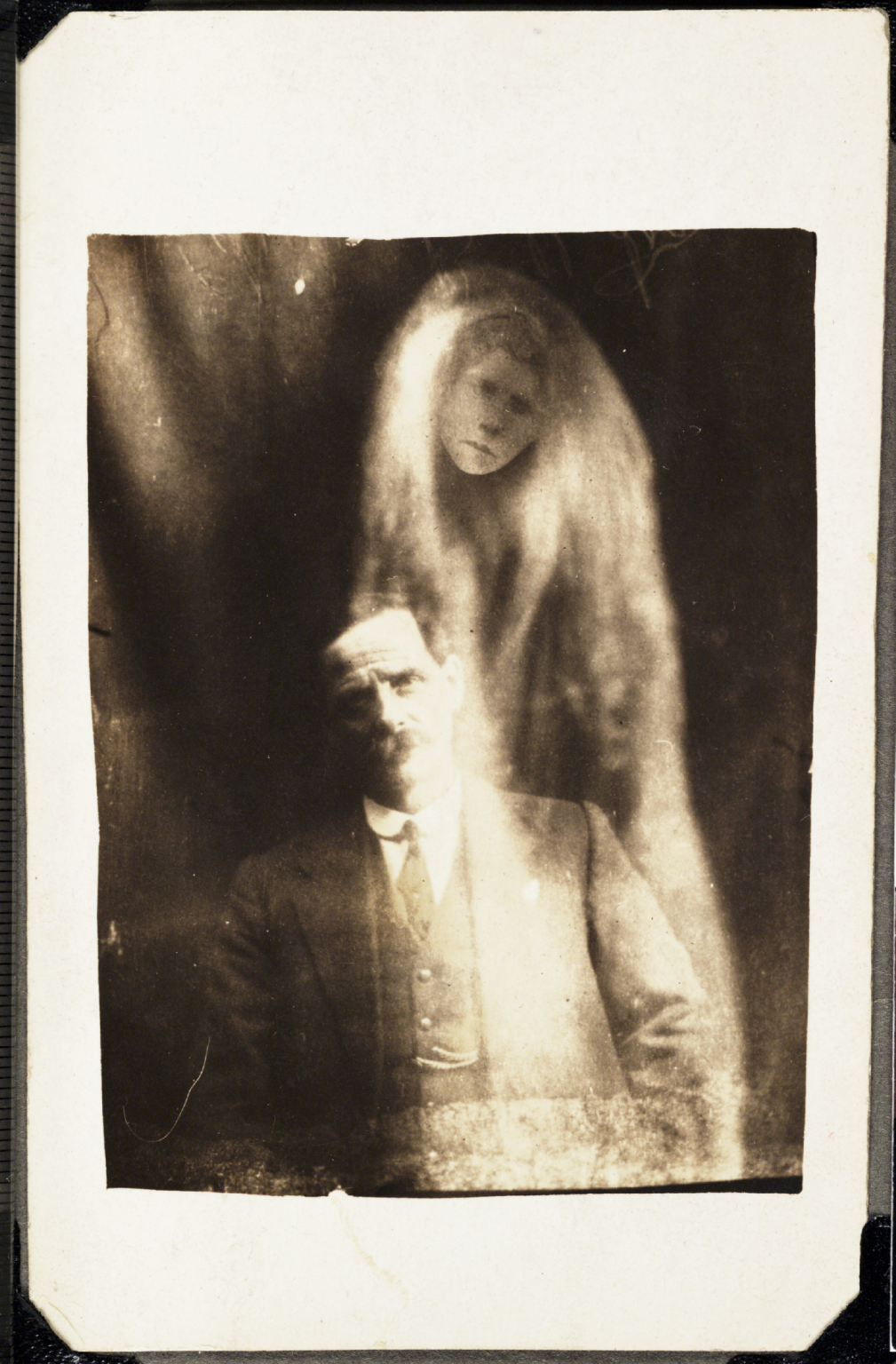
Фотография мужчины с якобы духом его умершей жены

Привиде́ние, или при́зрак в традиционных представлениях — душа или дух умершего человека (или животного), проявляющиеся в видимой или другой форме в видимой действительности (от невидимого и неосязаемого присутствия до почти что реалистичных наблюдений). Преднамеренные попытки связаться с духом умершего называются спиритическим сеансом или, в более узком смысле, некромантией.
Вера в духов и привидения (анимизм) широко распространена среди человечества: она присутствует в культуре почти всех народов и восходит, что очевидно, к поклонению духам умерших предков. Во многих религиях существуют также особые обряды и традиции погребения, проводимые с целью успокоения душ умерших.
Хотя в большинстве случаев «привидениями» называют души умерших людей, существует множество поверий и легенд о призраках животных, кораблей, самолётов, целых армий и городов.

## Характеристики явления

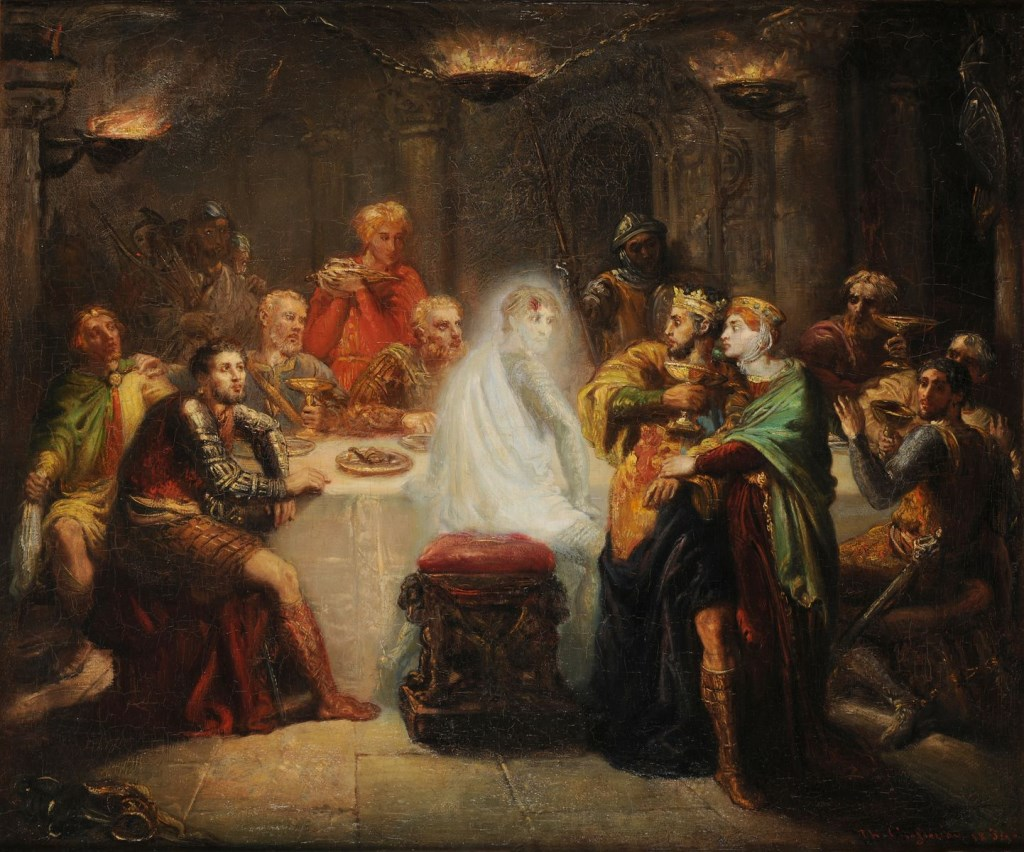
Теодор Шассерио Явление призрака Банко Макбет (между 1854 и 1855)

Понятие «привидение» обобщает совокупность явлений, имеющих, по всей видимости, различное происхождение. Его употребляют в случаях наблюдения следующих феноменов:
- очертаний, фигуры человека, возможно, напоминающей умершего, способного летать, проходить сквозь стены, внезапно появляться и исчезать на глазах очевидца (например, люди-тени);
- некоторых неопознанных существ (см. статью «Криптозоология»), имеющих сходство с человеком, но по анатомическому строению или по возможностям от него отличных (Джек-прыгун, Человек-мотылёк);
- наблюдаемых в воздухе человеческих лиц или других частей тела («Феномен чёрных рук»);
- призрачных зверей (мангуст Джеф[8], призрачные собаки) или призрачных транспортных средств (автобусы, самолёты, поезда, «Летучий голландец»);
- небольших неопознанных летающих объектов в виде огоньков либо маленьких облачков, наблюдаемых поблизости от очевидца;
- появляющихся на фото при его проявке объектов, которых не было в момент фотографирования, на фото могут проявиться человеческие лица, непонятные тени, светящиеся облачка, огоньки, нити, висящие в воздухе, и т. п.

Помимо прочего, с призраками связывают свидетельства о странных звуках и явление полтергейста, а также необъяснимое воздействие, осязаемое свидетелем. Иногда сообщения утверждают, что появление призрака сопровождается резким изменением температуры воздуха (внезапный беспричинный холод), неприятными запахами (сера, миазмы), беспокойством животных, нарушениями в работе электронного оборудования.
Описывались многократные явления привидения одному и тому же человеку, где бы он ни находился, или появления в одном и том же месте. Возможна привязка появления привидения к определённым событиям (коронации очередного монарха, полнолунию, определённой календарной дате). Часто рассказывают о «проклятых домах», где поселяется призрак того человека, который погиб в этом доме при зловещих обстоятельствах.
Привидениям, имеющим сходство с человеком, свидетельства часто приписывают способность говорить с очевидцами, иногда даже предвещать будущее. Можно встретить сообщения о привидениях, оставляющих следы, в том числе отпечатки конечностей, рисунки или надписи на предметах, а иногда даже способных нападать на людей, наносить им физические повреждения или даже убивать.
Существует множество свидетельств наблюдения призраков, в том числе легенды различных времён и мест происхождения, фотографии, кино и видеоматериалы, однако те из них, которые подвергались экспертизе, в абсолютном большинстве признаны сфабрикованными, либо получили естественное объяснение. Систематическим исследованием феномена занимаются, в основном, парапсихологи.

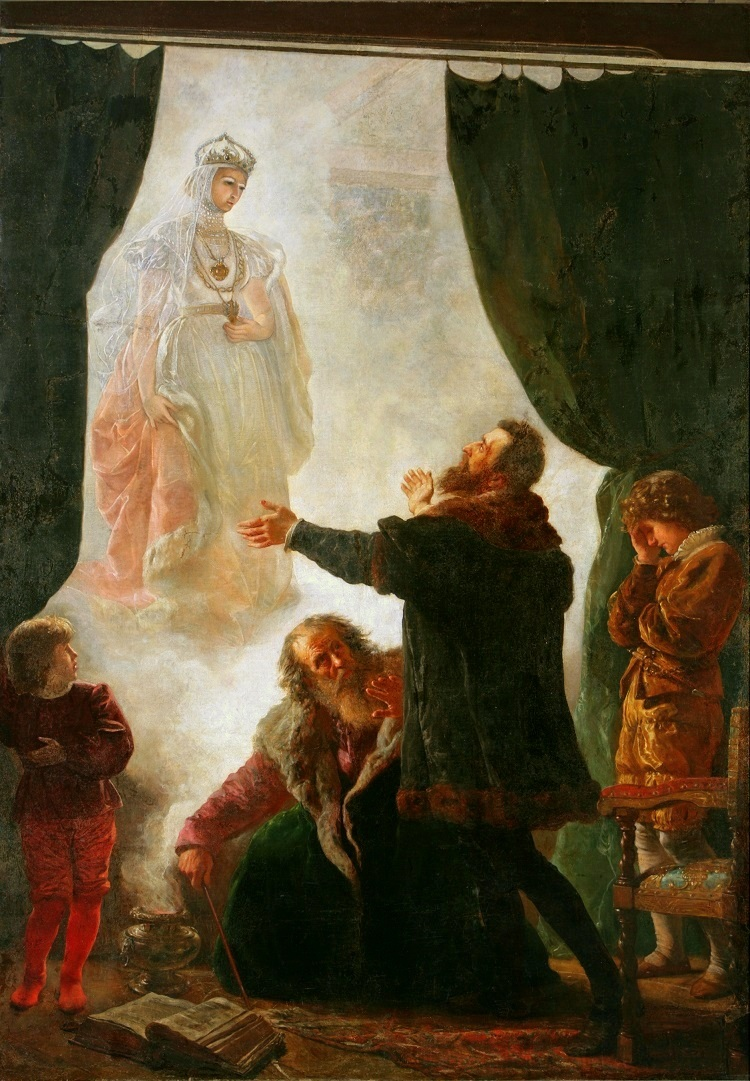
Войцех Герсон. «Явление призрака Барбары Радзивилл».

- Романтическая история любви и яркая фигура Барбары Радзивилл послужила материалом нескольких прозаических, стихотворных и драматических произведений на белорусском, польском и литовском языках. По одному из преданий, чародей пан Твардовский по просьбе короля вызвал призрак его возлюбленной. Сюжет лёг в основу картины польского художника Войцеха Герсона (хранится в Национальном музее в Познани).
- Сообщалось о том, что Лондонское метро очень часто посещают призраки. Имеется много разных свидетельств и историй о подобных посещениях. Одна из самых известных историй рассказывает о призраке тринадцатилетней ученицы шляпника Энн Нейлор, убитой в 1758 году своим учителем, который якобы посещает станцию Фаррингдон по ночам. Люди утверждают, что слышали её крики, отзывающиеся эхом по всей станции[10].
- Существует множество историй о привидениях, появляющихся в подземельях, подземных инженерных сооружениях[11].
- В парапсихологической литературе многократно описывался «случай леди Харрис», в доме у которой появился призрак: бородатая фигура, что-то искавшая в спальне. Наведя справки, хозяйка выяснила, что прежний владелец дома носил длинную бороду и, отправляясь спать, сжимал её резиновым колечком у подбородка. Леди Харрис нашла у себя такую резиночку и вечером положила её на комод. К утру выяснилось, что резиночка исчезла, и с этих пор призрак не появлялся.
- Профессор Огастес Хэйр в книге «История моей жизни» описал случай ирландки миссис Батлер, которая часто видела во сне дом, который позже ей встретился в Гемпшире. Дойдя до парадного, она узнала одну за другой мельчайшие детали — кроме одной только «лишней» двери. Последняя, как оказалось, была встроена в стену полгода назад — как раз после того, как сновидения женщины прекратились. Дом продавался по низкой цене, и позже агент признал, что причиной скидки стало появление здесь призрака. Вскоре и очевидцы признали в миссис Батлер то самое «привидение»[12].
- Известны сообщения о том, что на старом францисканском кладбище в Эдинбурге в тёмное время суток появляются призраки. Если верить преданию, первые призраки появились здесь в 1858 году, после захоронения человека по имени Джон Грей; здесь же стал появляться и призрак его собаки по кличке Бобби, который в течение четырнадцати лет приходил на могилу хозяина. Кладбищенский служитель утверждает, что призраки Джона Грея и его пса ведут себя вполне миролюбиво — в отличие от привидений узников тюрьмы «Черный мавзолей», стоявшей на месте кладбища в конце XVII столетия. По договоренности с католическим приходом Эдинбурга, на кладбище планируется обряд экзорцизма, призванный покончить с «дьявольскими наваждениями»[13].
- Инцидент с A330 в Бангкоке (2013): В аэропорту Суварнабхуми (Бангкок, Таиланд) 8 сентября 2013 г. при посадке Airbus A330-321 компании Thai Airways International выкатился за посадочную полосу. Среди пассажиров началась паника, что затрудняло эвакуацию. По словам некоторых свидетелей, при этом в салоне появилась стюардесса, одетая в национальный костюм, отличавший её от других стюардесс, которая смогла усмирить людей. После успешно проведённой эвакуации никто из пассажиров не смог её обнаружить. Затем в средствах массовой информации муссировалась версия, что эта стюардесса на самом деле погибла в 1998 году в авиакатастрофе близ Сураттхани[14].
- Многие люди утверждают, что привидения можно встретить в различных заброшенных местах, которые малопосещаемы людьми. Обычно эти места окутаны какими-то страшными историями и легендами. Наиболее яркий пример этого — заброшенный город Припять.

## Объяснения

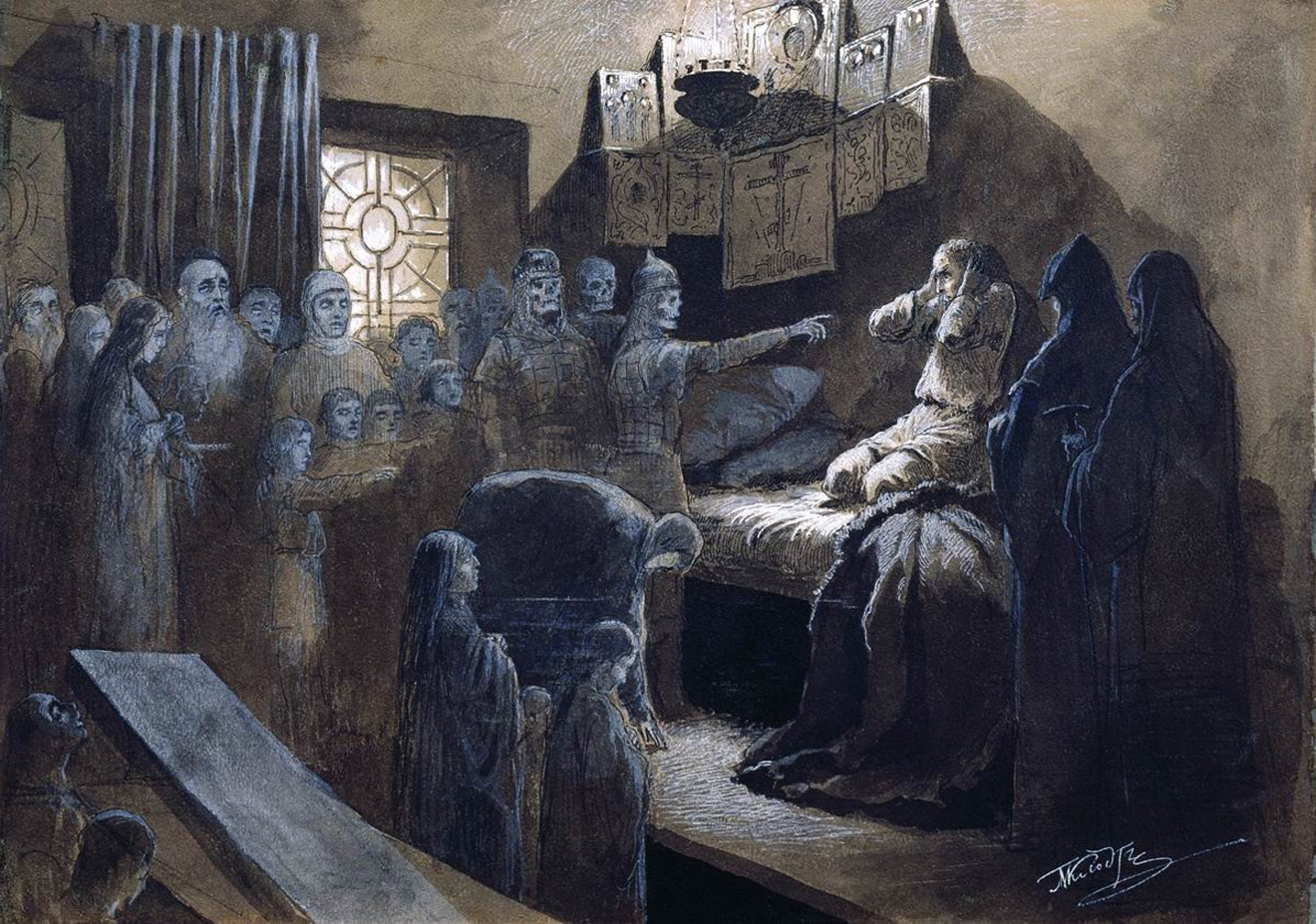
М. П. Клодт «Иван Грозный и тени его жертв», Ставропольский краевой музей изобразительного искусства

### Естественные
Наука не признаёт существование сверхъестественных явлений, к числу которых относят и «классических» привидений. Конкретные случаи объясняются, в зависимости от конкретных особенностей, теми или иными естественными причинами, наиболее часто — одной или несколькими из следующих:
- Галлюцинации. О людях, утверждающих, что они видят мёртвых, говорил ещё Гиппократ. Существует достаточно большое количество психических отклонений и болезненных состояний, при которых люди могут видеть галлюцинации: людей, животных, даже мифологических существ. Такое возможно, например, при алкогольном делирии, более известном как «белая горячка», или под воздействием психоактивных веществ.
- Иллюзии, связанные с особенностями освещения, непривычными сочетаниями визуальных образов, наблюдением объектов, ранее не виденных в данном ракурсе и так далее. Хорошо известно, что в облаках, клубах дыма, кляксах на бумаге, трещинах в камне человек может увидеть изображения предметов. Отличительной особенностью подобных иллюзий является то, что при неизменности наблюдаемой картины иллюзия, однажды возникнув, впоследствии возникает гораздо легче. Человек, увидевший на потрескавшейся штукатурке стены лик божества, впоследствии будет видеть его совершенно отчётливо. В отличие от галлюцинаций, оптические иллюзии могут фиксироваться техническими средствами.
- Миражи — их можно рассматривать как частный случай иллюзий, с той разницей, что наблюдаемый очевидцем объект реален, но его изображение за счёт тех или иных оптических эффектов «транслируется» туда, где наблюдение самого объекта в обычных условиях невозможно.
- Дефекты фотоплёнки, аппаратуры, блики и тому подобные артефакты. Большинство «документально зафиксированных» фотографическим или способом видеозаписи привидений легко отбъясняются как блики от направленных в объектив, но находящихся вне поля зрения источников света и дефекты эмульсионного слоя фотоплёнки. Полупрозрачные образы объектов могут получаться при съёмке в темноте с большой выдержкой (когда объект за время экспозиции успевает появиться в кадре и покинуть его, на фотографии остаётся его полупрозрачное изображение), при случайном или намеренном повторном экспонировании одного и того же кадра, при съёмке через стекло (в кадр может попасть отражение в стекле того, что находится позади оператора).
- Сознательные мистификации. По меньшей мере часть имеющихся сообщений и документальных свидетельств о привидениях является обыкновенными подделками, изготовленными с целью рекламы определённых мест или привлечения внимания к конкретным лицам (обычно — изготовителям, выдающим себя за очевидцев).
- Легенды. Сообщение о привидении может сложиться в обществе самопроизвольно.

### Сверхъестественныеипаранаучные
Парапсихология считает привидения продуктом (как сознательной, так и бессознательной) деятельности человеческого разума, индивидуального или коллективного. При этом она проводит чёткое разграничение между понятиями «привидение» и «видение».
Видение (англ. apparition) не привязано к месту и является обычно с определённой целью: сообщить о смерти близкого человека, предупредить об опасности, доставить сигнальную просьбу о помощи. Видение всегда «человечно», оно неспособно нас испугать. Привидение (ghost) — нечто не от мира сего. При встрече с ним мы ощущаем замогильный холод, сердце нам сковывает ужас: если видение несёт в себе искорку жизни, то привидение — движущаяся оболочка… Самое страшное в призраке — это его подчиненность какой-то неясной цели: не частица отколовшейся человеческой психики оживляет его, но некая безжизненная идея-фикс. — Нандор Фодор, «Меж двух миров» (1964)
Возможные объяснения явления привидений с этой точки зрения многочисленны, хотя ни одно из них не делает даже попытки обосновать физическую природу привидений и описать механизм их появления и существования.
- Умершие. В православной традиции существует множество преданий о явлениях душ умерших людей, приходящих к живым с утешением, предупреждением, советом или просьбой, в основном святых, но также и простых смертных (о последних упомянуто, в частности, у св. Григория Великого[15]). С точки зрения спиритов, привидение — это человек, который после смерти всё ещё остаётся привлечённым материальным миром и держится поблизости от него в своём, как считается, эфирном теле. Причины такого состояния различны. Очень часто человек просто отказывается признавать факт собственной смерти (или действительно даже не подозревает об этом — при внезапных смертях) и продолжает жить в обычной для него обстановке, будто бы ничего не случилось. В других случаях он не может свыкнуться с мыслью о расставании с предметом, событиями и привычками, сопровождавшими его при жизни. В редких случаях покойник понимает, что произошло, и хочет изменить ситуацию, но совершенно не знает, как это сделать, поэтому он решает «подождать» в ожидании чего-то или кого-то.
- Демоны. В различных религиозных традициях распространено мнение, что под видом призраков могут являться демоны, так называемые злые духи, принявшие облик умерших (ср. 1Ин. 4:1).
- Послание от умирающих. Есть гипотеза, что в экстремальных ситуациях человек испускает телепатический сигнал. Этот сигнал воспринимается очевидцем как зрительный образ. Эта гипотеза, как и предыдущая, не объясняет, каким образом привидения запечатлеваются на фотографиях.
- It/Id (в терминологии Гроддека и Фрейда соответственно). Осколок психики, обретающий самосознание, вырывающийся за пределы оболочки и наказывающий за что-то её носителя. Привидение-It нередко принимает форму животного (в частности, тигра, как в неоднократно описывавшемся случае с миссис Форбс), иногда вызывает на теле жертвы царапины, раны и стигматы; может толкать жертву — либо к убийству (лица, виновного в изначальной психической травме), либо к самоубийству.
- Элемент дежавю — по некоторым сообщениям, состояние дежавю, испытываемое человеком, может сопровождаться появлением его призрака в местах, которые он якобы вспоминает (см. ниже случай миссис Батлер)[12].

## Привидения в верованиях народов мира
В большинстве верований в образе привидений людям являются духи людей (чаще умерших) и сверхъестественных сущностей. Часто появление призрака предвещает беду, некоторых относят к нечистой силе, в частности блуждающие огни.
К примеру, для древнегреческой мифологии характерна вера в то, что души умерших попадают в подземное царство Аида. В этом тёмном царстве снуют привидения, и повсюду слышны их стоны. Их наблюдали мифические герои, спускавшиеся туда: Орфей, Одиссей, Геракл. Кроме того, сохранилась легенда о философе Афинодоре, которому продали дом, во дворе которого, оказалось, был зарыт закованный в цепи труп. Безмолвное привидение гремело этими цепями, чтобы труп перезахоронили.
В Древнем Египте призраки (называемые akh) были похожи на их прежнее «я», а взаимодействия между призраками и живыми людьми рассматривались не столь сверхъестественно, нежели в наши дни. У шумеров встречались упоминания эдимму — призраков людей, не похороненных должным образом.
У индейцев навахо известны легенды о чинди, у индейцев таино — про хупий. В японской мифологии — Икирё. В малайском фольклоре — полон. В Индии — акери. У славян — вила, кикимора, мавка, русалка, упырь.

## Привидения в литературе и кино

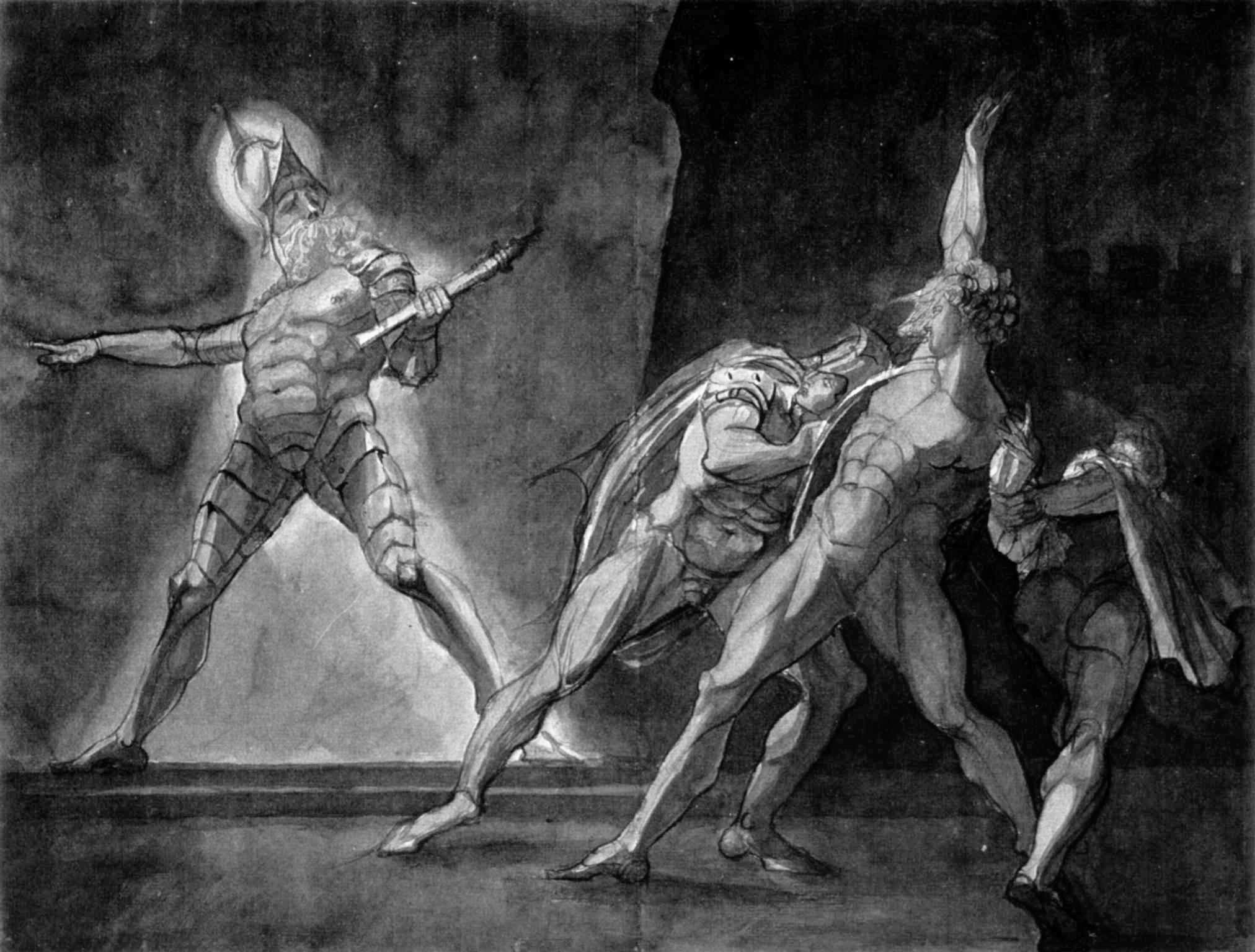
«Гамлет с призраком отца». Рис. Иоганна Фюссли, 1780-е

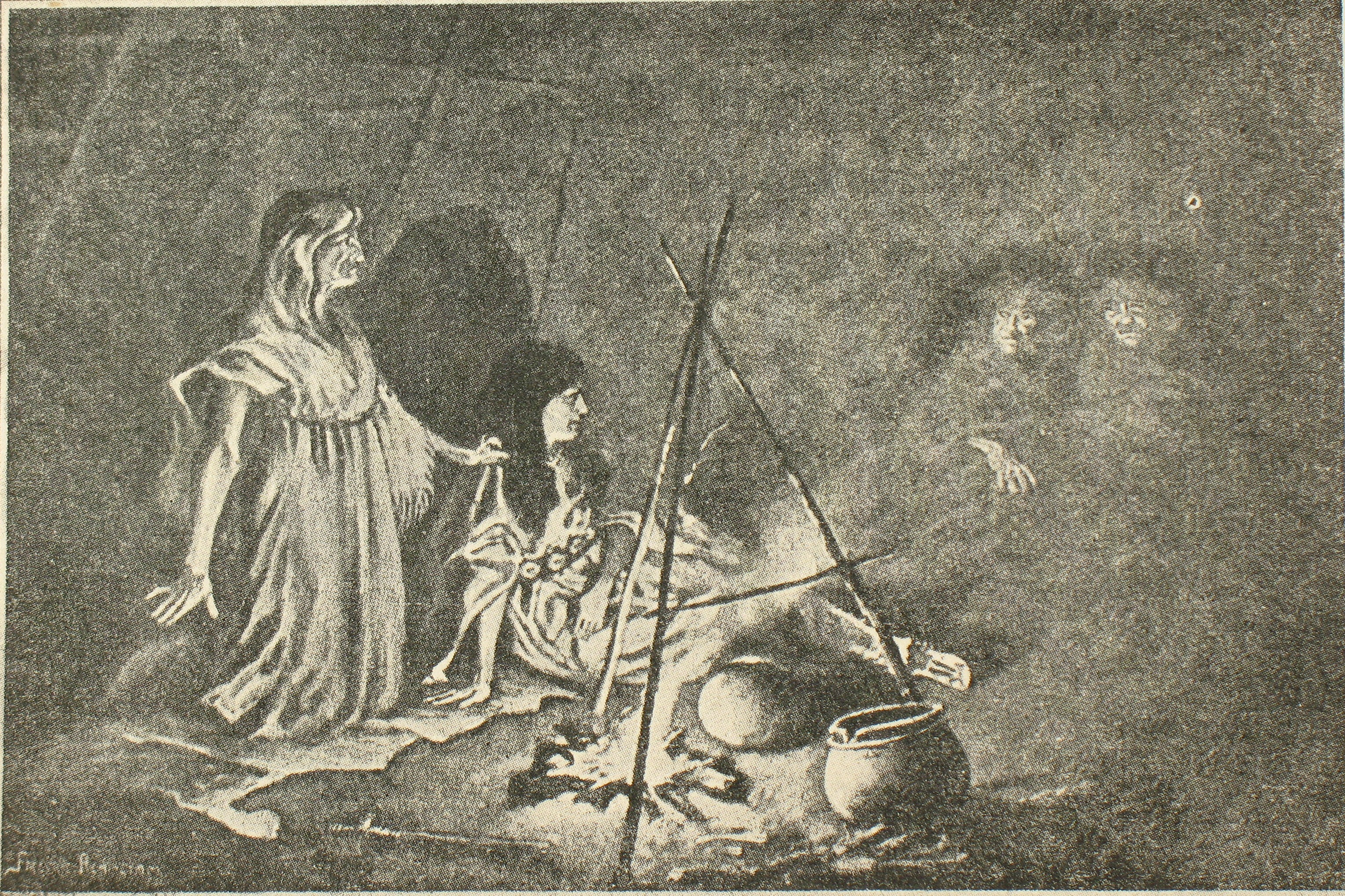
Два привидения в вигваме (справа). «Песнь о Гайавате». Рис. Ф. Ремингтона, 1890

Древнеегипетское литературное произведение «Беседы первосвященника Амона Хонсуемхеба с призраком» периода Рамессидов (XIII—XII века до н. э.) повествует о жреце, который встречает беспокойного призрака и пытается ему помочь.
В китайской литературе с III века н. э. существует жанр, посвящённый загадочным случаям и историям, т. н. «рассказы о чудесах» (кит. чжи и). Наиболее известным литературным произведением о привидениях в Китае является сборник Пу Сунлина «Рассказы Ляо Чжая». В японском фольклоре и литературе имеется аналогичный китайскому жанр, повествующий о призраках — кайдан. Его истоки, видимо, следует искать в синтоистких преданиях.
В «Одиссее» Гомера главный герой Одиссей приманивает кровью жертвенных животных души умерших, явившиеся ему как привидения. Он спрашивает совета у духа прорицателя Тиресия. Также ему явились: Эльпенор, моливший о погребении, умершая мать Одиссея Антиклея, царь Агамемнон, Ахилл, Патрокл, Сизиф, Тантал, даже Геракл.
В «Гамлете» Шекспира фигурирует призрак отца Гамлета, просящий сына отомстить за смерть отца. Призрак, очевидно, мог являться только ночью («Но тише! Ветром утренним пахнуло. Потороплюсь…») и только тем, с кем он хотел связаться:
Гертруда — Гамлету:
«Нет, что с тобой? Ты смотришь в пустоту,
Толкуешь громко с воздухом бесплотным,
И дикостью горят твои глаза».
На заре эпохи романтизма в английской литературе возникла мода на готические романы, где часто фигурируют привидения. Тогда же появились пародии на «страшные романы» наподобие «Нортенгерского аббатства» Джейн Остин (1803).
В 1797—1799 годах в моду входят «страшные» баллады о пришельцах с того света. В эти годы Гёте создаёт «Коринфскую невесту», Вальтер Скотт — «Гленфинлас» и «Иванов вечер» (переведённый на русский язык В. А. Жуковским), С. Т. Кольридж — «Кристабель» и «Сказание о старом мореходе».
Значительный массив европейской новеллистики XIX века составляют рассказы о привидениях, которые принимали в России форму быличек. К примеру, отдельные элементы былички прослеживаются в «Пиковой даме» Пушкина, где главному герою является призрак умершей старухи, чем сводит его с ума. В викторианскую эпоху на рассказах о привидениях специализировались, в частности, Ш. Ле Фаню и М. Р. Джеймс. Многие из таких рассказов журналы публиковали на святки или под Рождество (т. н. святочная литература).
Существует большой массив жанрового кино о привидениях. Так, в классических британских фильмах о привидениях «Невинные» (1961) и «Призрак дома на холме» (1963) практически нет крови, а эффекты сводятся к нагнетанию атмосферы смутной тревоги, причём сохраняется возможность объяснения мистических происшествий психическими отклонениями главного героя.
Многие повествования (как в литературе, так и в кино) строятся вокруг объектов, случайно принятых или специально выдаваемых за призраков, привидений. Классические образцы этой категории — «Переулок госпожи Лукреции» П. Мериме (1846), «Собака Баскервилей» А. Конан-Дойла, «Призрак Оперы» Гастона Леру и «Дикая охота короля Стаха» В. Короткевича.